# 國民政府西京籌備委員會
國民政府西京籌備委員會成立於1932年6月13日。該委員會目的在建設陝西西安為西京，並積極企劃將中國首都移至該地。

## 簡介
1932年1月28日，上海爆發日本入侵中國領土的一二八事變，因上海與中國首都南京相當接近，國民政府部分人士認為宜將西安建設成具有現代化都市的西京，並把中國首都移至陝西西安。在日本入侵中國的危機意識中，遷都之舉雖未獲通過，但国民党四届二中全会還是成立了「西京籌備委員會」，並積極建設陝西西安。
一般說來，以張繼為主席的此籌委員為國民黨CC派與軍事強人蔣中正的角力場所。然而該委員會並不受重視，不但無法讓西安成為西京，也在隨後的戰時首都遴選中，落敗於重慶。1945年3月，該籌委會因功能不彰，加上CC派失勢，遭到國民政府裁撤。移都西安之議，從此就無人再提。
另外，2005年連戰進行和平之旅時，曾在西安宣稱其父連震東於「八年抗戰任職於西京籌備委員會委員」，然實為謬誤。因為根據《國民政府職官年表》，1932年－1945年間西京籌委員之委員名冊，並無連震東之名。